# Alberto Ángel Zanchetta
Alberto Ángel Zanchetta (c. 1946) é um padre católico argentino. Estudou no Seminário Metropolitano de Buenos Aires e na Faculdade de Direito Canônico da Universidade Católica da Argentina, onde obteve a licenciatura em Direito Canônico. Foi ordenado sacerdote em 1973. É mestre em Ética pela Universidade Popular Autônoma do Estado de Puebla (México). Foi professor de Teologia na Universidade Católica Argentina, entre 1978 e 1983, e na Universidade Católica de La Plata, em 2010 (campus San Andrés - San Martín).
Ingressou na Marinha argentina em 1º de abril de 1984, conforme o Decreto nº 1450/84.
Na Marinha, atingiu o posto de capitão de fragata.
Publicou vários artigos no boletim do Centro Naval, dois dos quais foram vencedores do prêmio "Domingo Faustino Sarmiento", concedido pelo próprio Centro Naval. É também autor do livro Raíces de la Doctrina Social de la Iglesia.

## Atividades dentro da Igreja
Zanchetta exerceu vários cargos, na Marinha, e finalmente foi nomeado Chefe do Serviço Religioso do Comando de Operações Navais na Base Puerto Belgrano. Foi também chanceler e secretário-geral do bispado militar, entre 2003 e 2004. Em 2005, o então bispo Antonio Baseotto o enviou ao Haiti, para apoiar espiritualmente as tropas argentinas da MINUSTAH. Por seu trabalho e desempenho, Zanchetta foi condecorado pela ONU.
Mas, em 2009, sua trajetória profissional sofreu um sério revés, quando o Ministério da Defesa ordenou à Marinha que o exonerasse de suas funções, tendo em vista as repercussões de uma reportagem do jornal Página/12. Na sequência, Zanchetta retornou à jurisdição da sua arquidiocese, em Buenos Aires, tornando-se vigário paroquial de San Pedro Telmo.
Logo partiria para a Itália, lá permanecendo por alguns meses, num curso sobre ação pastoral. Ao retornar, em 2010, passou a atuar na diocese de San Martín, na paróquia de Nuestra Señora de la Merced de Caseros, a principal do município de Tres de Febrero, província de Buenos Aires. Porém, o mal-estar de alguns parentes de antigos presos desaparecidos fez com que ele interrompesse sua colaboração com aquela paróquia. O bispo de San Martín, Guillermo Rodríguez Melgarejo, confiou-lhe, então, uma outra paróquia, dentro de sua diocese. Assim, em 6 de março de 2011, Zanchetta assumiu o cargo de administrador da paróquia María Inmaculada de San Martín. Mas, duas semanas depois, um escracho da Juventude Peronista Evita pôs um fim na sua colaboração - não só com a paróquia mas com toda a diocese de San Martín.
Passados alguns anos, em 26 de abril de 2015, a administração do Hospital Italiano de Buenos Aires anunciou que Zanchetta havia sido nomeado capelão do Hospital. Diante da notícia, os trabalhadores da instituição se mobilizaram, distribuindo panfletos a afixando cartazes, com a frase Fuera Zancheta del HI. Afinal, dias depois, a administração do Hospital desistiu da nomeação.

## A controvérsia sobre o papel dos capelães na "guerra suja"
Um dos poucos relatos sobre o papel dos capelães militares durante a chamada guerra suja na Argentina pode ser lido no livro El vuelo, de Horacio Verbitsky. Nesse livro, o ex-capitão Adolfo Scilingo, um dos poucos militares que descreveu a mecânica do terrorismo de Estado a partir de dentro, conta que, após o primeiro vôo em que ele jogou prisioneiros vivos, adormecidos, no mar,sentiu-se mal e foi falar com o capelão da Escola, que encontrou uma explicação cristã para o que havia feito, usando a metáfora da separação do joio e do trigo.
O historiador Lucas Bilbao e o sociólogo Ariel Lede, autores do primeiro estudo sistemático sobre o vicariato castrense a partir dos diários do provigário Victorio Bonamín, escrevem, num informe entregue à Procuraduría de Crimes contra a Humanidade que "pelo menos 102 sacerdotes exerceram seu trabalho pastoral em unidades militares onde funcionaram centros clandestinos" e advertem sobre a "participación necessária", em delitos de lesa-humanidade, daqueles que, a soldo do Estado, sedavam as consciências dos torturadores e os ajudavam a obter informações dos sequestrados.